# 聖達勉堂苦像

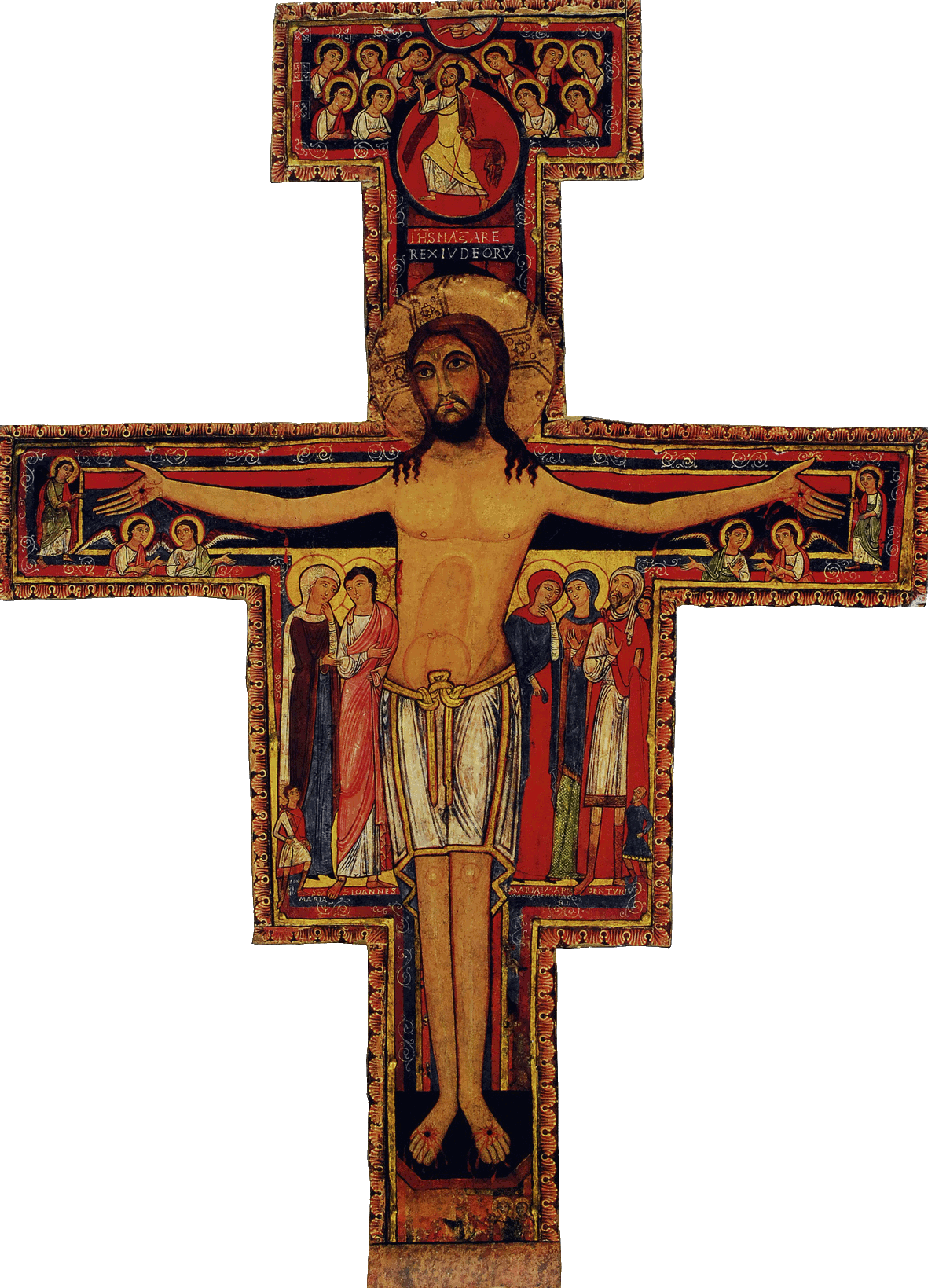
聖達勉堂苦像外觀

聖達勉堂苦像（義大利語：Crocifisso di San Damiano）又譯聖達米盎堂苦像，是一幅繪畫在十字形木版上的大型苦像及聖像畫，原先懸掛於位在義大利阿西西的聖嘉勒聖殿而得此名。由於該苦像在亞西西的聖方濟各的生平中占的地位而聞名於世，有時會被稱作聖方濟十字架或苦像。 繪畫的風格可能受到東方教會聖像畫風格的影響。

## 歷史

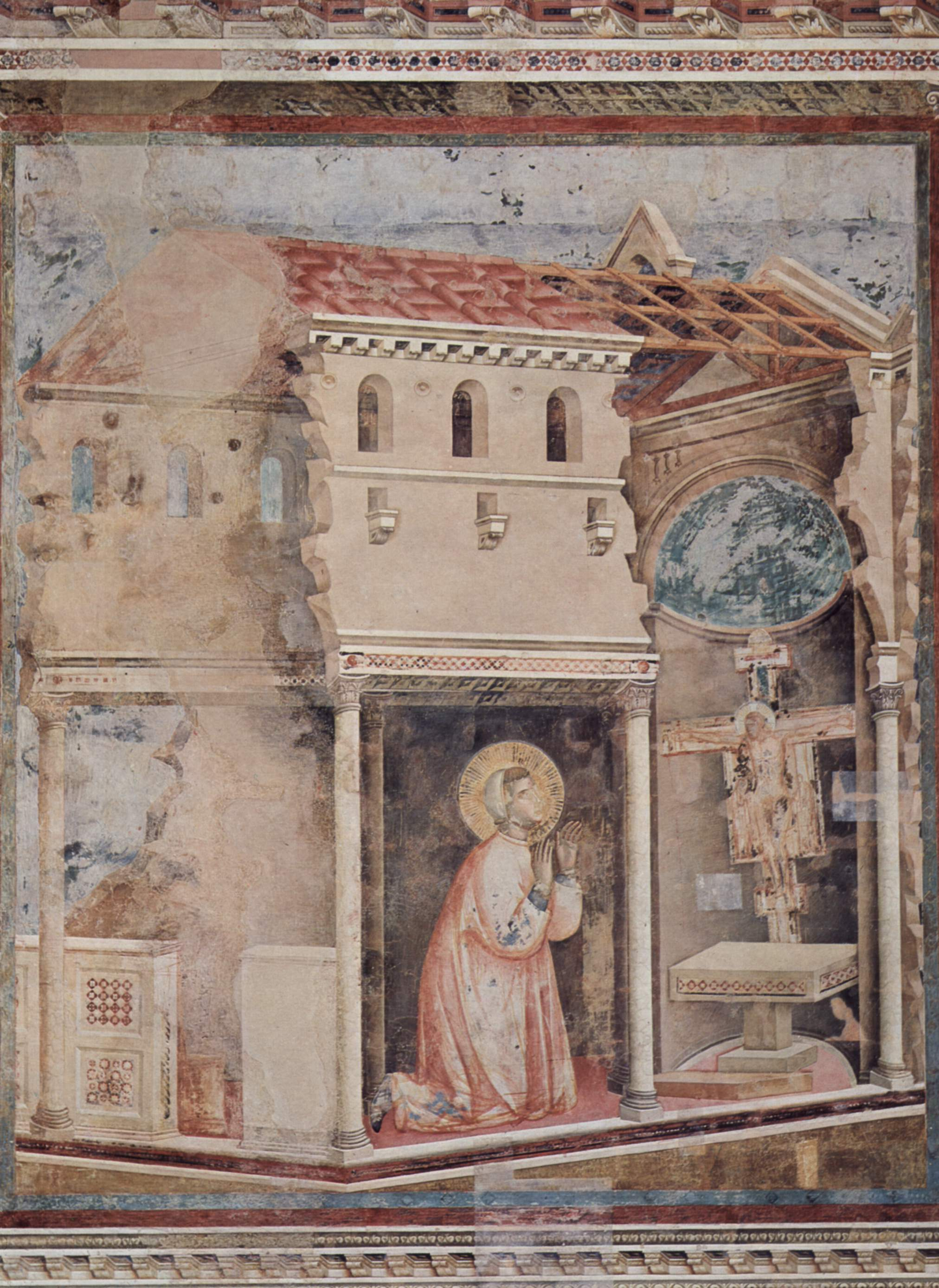
文藝復興時期的義大利畫家喬托以方濟的一生為題材所繪製的一系列濕壁畫中的第四幅就是在描述方濟在聖達勉堂中的遭遇

該苦像大約創作於12世紀的翁布里亞，畫在貼在胡桃木上的亞麻布中。這種作品風格可能來自於塞爾維亞或敘利亞東方教會的聖像畫傳統，最後傳入了當地。畫家的姓名不詳，該作品應是以激發信仰為目的而為了達勉堂創作的。
相傳亞西西的聖方濟在亞西西服務痲瘋病人時，一日到了聖達勉堂祈禱時，聽見了聖堂內懸掛的苦像上的耶穌對他說：「你去重建我的教會吧」。之後方濟就踏上宣講清貧、愛好和平等思想的旅途，並建立了方濟會。而他首先的舉動就是協助維修當時已經年久失修的達勉堂。
由於該物品與聖方濟的淵源，當1257年聖嘉勒修女們自聖達勉堂搬到現今位於亞西西山頂的聖嘉勒修女會院時，她們也把苦像珍視的帶了過去。 先今原物被放在圣嘉勒圣殿中，原本所在地聖達勉堂今日則放上一座複製品。聖嘉勒修女會是方濟會的第二會，其創始者亞西西的聖加辣也是聖方濟的重要協助者。
對方濟會的成員來說聖達勉堂苦像是極為有意義的一幅聖像，在各地的天主教亦有針對該聖像所製作的複製品，或者是依其風格製作的宗教藝術品。

## 外觀
在苦像上頭最明顯的就是釘在十字架上的耶穌，在祂頭的光環上有著代表其身分的十字符號。在聖像畫傳統中頭後的光環指的是該名人物是名教會聖人，不過若在光環中家上十字架符號則代表該人物是耶穌。其手腳如同大多數的苦像般被釘住了，而且他也只圍著腰布。在其頭上方有著一紅一黑的罪狀告示，分別以希臘文與希伯來文寫著「納撒肋人耶穌」（紅底者）「猶太人的君王」（黑底者），在其左右手各有三位天使應是為見證耶穌被釘死一事。
在整個苦像頂端有著一個橫桿，該橫桿內有一個圓形，其內則是畫著復活的耶穌，與十字架苦難作為對比，左右各有五個總共十個天使，他們在該處的目的大多被解釋為見證耶穌復活一事。上頭有一個半圓，其內由上往下的伸出一支右手，這代表的是天主的手正在給予復活的耶穌祝福。
在圖中大小次於耶穌的有五個人物，其中僅有最右者沒有光圈。該人物是《馬爾谷福音》中登場請求耶穌治好其僕人的百夫長，他在此一構圖中的身分是作為一名信仰者。而由右往左則是雅各伯的母親瑪利亞·撒羅默，再往左則是瑪利亞瑪達肋納。左側的兩個人物分別是聖若望與聖母瑪利亞。這五個人像的下方都有標上他們的名字。
在百夫長頭部後方有個較小的人物，該人物的身分說法眾多，從百夫長的僕人到畫家本身的解釋都有，而該人物的頭部後方又有三個頭頂的影像，可能是指其他旁觀者。
而在五個人物的最左方，也就是聖母瑪利亞腳邊的較小人像，從他下方的文字可以知道他是朗基努斯，在他手上也持有長矛，在基督宗教傳說中他用長矛刺穿了耶穌的肋間證實了他的死亡。而最右方於百夫長足部的人物下方雖然沒有標出名稱，但在傳統上大多將他解釋為斯德法當，傳說是他將沾了醋的海綿用長矛送到耶穌嘴邊。
整個聖像畫的底部也有其他人物的影子，在耶穌的左腳下方有兩個較清楚的人物畫像，而其他人像則只有模糊的影子，這應是年久剝落所致。在傳統上認為該處原有六個翁布里亞省的主保聖人圖像，由右至左分別是：聖達勉、總領天使聖彌額爾、聖路斐諾、聖若翰洗者、聖伯多祿和聖保祿。
另外還有個小細節，在耶穌的左腿旁有個小小的公雞，取材自新約聖經上對於伯多祿三次不認耶穌的記載。 